# Mertajärvi (sjö i Finland)
Mertajärvi är en sjö i Finland. Den ligger i kommunen Kuhmo i landskapet Kajanaland, i den centrala delen av landet, 500 km nordost om huvudstaden Helsingfors. Mertajärvi ligger 190,6 meter över havet. Den är 26 meter djup. Arean är 2,54 kvadratkilometer och strandlinjen är 17,32 kilometer lång. Sjön  ingår i Uleälvens huvudavrinningsområde.   
I övrigt finns följande i Mertajärvi:
- Selkäsaari (en ö)
- Karhusaari (en ö)
- Niskasaaret (en ö)